# 富什罗勒
富什罗勒（法語：Foucherolles，法語發音：[fuʃʁɔl]）是法国卢瓦雷省的一个市镇，位于该省东北部，属于蒙塔日区。

## 地理
富什罗勒（48°5'36"N, 3°0'44"E）面积9.8 平方千米，位于法国中央-卢瓦尔河谷大区卢瓦雷省，该省份为法国中北部省份，北起埃松省，西北接厄尔-卢瓦省，西南接卢瓦-谢尔省，南至涅夫勒省和谢尔省，东临约讷省，东北接塞纳-马恩省。
与富什罗勒接壤的市镇（或旧市镇、城区）包括：多马、莱-贝特河畔巴尔佐谢、埃尔沃维尔、圣伊莱尔-莱桑德雷西。

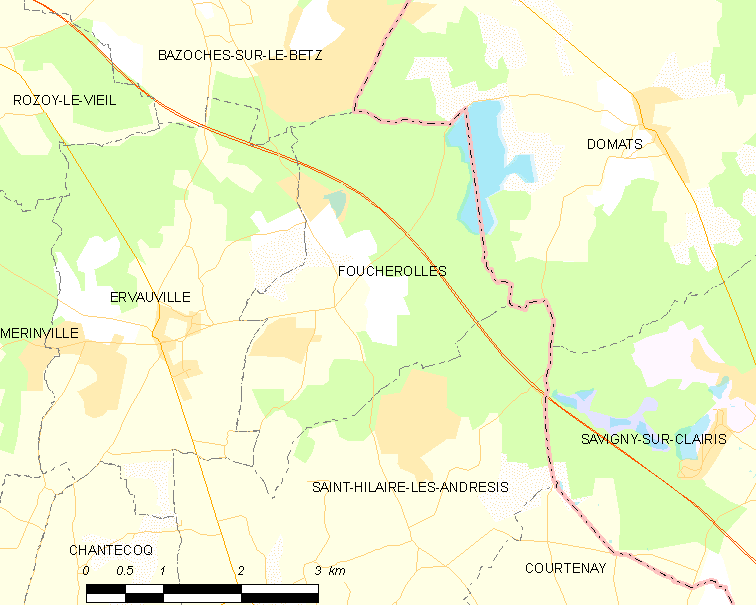
富什罗勒的OSM定位图

富什罗勒的时区为UTC+01:00、UTC+02:00（夏令时）。

## 行政
富什罗勒的邮政编码为45320，INSEE市镇编码为45149。

## 政治
富什罗勒所属的省级选区为库特奈县。

## 人口

1962-2008年间富什罗勒人口变化图示

富什罗勒于2022年1月1日时的人口数量为303人。